# Frédéric Dussenne
 (janvier 2011).
Frédéric Dussenne (né le 3 juillet 1963 à Uccle) est un acteur, metteur en scène, auteur et pédagogue belge francophone.

## Carrière
Frédéric Dussenne est diplômé du Conservatoire royal de Bruxelles et directeur artistique de sa compagnie L'acteur et l'écrit qu'il fonde en 1996 après dix années d'activité au sein d'un collectif de création pluridisciplinaire : Les Ateliers de l'Echange. Il a été successivement artiste associé à la Maison de la Culture de Mons, au Théâtre de Namur, au Rideau de Bruxelles et au Théâtre de la Vie. Il est coordinateur pédagogique et professeur d'art dramatique à Arts². Il est également professeur à École Supérieure de Théâtre Jean-Pierre Guingané.
Il a enseigné à l’École nationale supérieure des arts visuels (La Cambre), à l'Institut Saint Luc et au Conservatoire royal de Bruxelles. Il a donné des stages en France, en Italie, aux États-Unis et au Québec[réf. nécessaire].

## Caractéristiques de son œuvre
Selon Frédéric Dussenne dans une conversation avec son ancien élève Cédric Juliens, « L’acteur et l’écrit » (le nom de la compagnie qu'il a fondée en 1996) résume les principes de son travail de metteur en scène : « confronter la pensée à la chair » en inventant ce qui pourrait se définir comme une sorte d'« espéranto mystérieux du corps » . Dans sa critique de Néron, de l'auteur, Catherine Makereel (critique au journal Le Soir), précisait : « Au théâtre, il y a ceux qui surfent sur la mode – se résumant actuellement au récit de vie, au manifeste social, à l’écriture de plateau et à l’omniprésence de la vidéo – et il y a ceux qui, insensibles à l’air du temps, creusent une même obsession, fidèles à une ligne droite et radicale, sans cesse retravaillée. Frédéric Dussenne est de ces irréductibles là. Si sa compagnie s’appelle L’Acteur et l’Ecrit, ce n’est pas pour faire joli mais parce que toute sa force de création réside dans ces deux matières, absolument vitales. » 

## Récompenses et prix
- Prix du Hainaut (arts de la scène) 1998.
- Prix de la critique (Belgique, spectacle) du meilleur metteur en scène en 2000 et en 2003.
- Prix de la critique (Belgique, spectacle) nomination pour le meilleur seul en scène en 2007.

## Mises en scène
- 1983 : Orphée d'après Cocteau, Centre culturel d'Ottignies
- 1984 : Requiem pour une naufrage d'après La guerre de Troie n'aura pas lieu de Jean Giraudoux, Ferme de Froidmont
- 1986 : L'Échange de Paul Claudel, Arsenal du Charroi
- 1988 : L'Endormie et Fragment d'un Drame de Paul Claudel, Théâtre du Grand Midi
- 1988 : Roméo et Juliette de William Shakespeare, Abbaye de Villers-la-ville/Del Diffusion
- 1989 : L'Annonce faite à Marie de Paul Claudel, Théâtre de Banlieue
- 1989 : L'Oiseau noir dans le soleil levant de Paul Claudel, Espace Privé
- 1989 : Le Portrait de Dorian Gray, d'après Oscar Wilde, Nouveau Théâtre de Belgique
- 1990 : Cassandre graffiti de Veronika Mabardi, Nouveau Théâtre de Belgique
- 1990 : L'Espadon de Jean Sigrid, Rideau de Bruxelles
- 1992 : Elle disait dormir pour mourir de Paul Willems, Rideau de Bruxelles
- 1992 : Athalie de Jean Racine, musique de Servaes de Koninck, Abbaye de Villers-la-Ville/Del Diffusion (tragédie avec musique)
- 1992 : La Fuite à cheval, d'après Bernard-Marie Koltès, Théâtre Pierre de Roubaix/Théâtre en Scène
- 1993 : Noces de sang de Federico Garcia Lorca, Eden/Charleroi, Festival des Îles de Marseille
- 1994 : Passions secrètes, crime d'avril de Jacques-Pierre Amette, Rideau de Bruxelles
- 1994 : Titre provisoire de Veronika Mabardi, Festival Bizz’art (Charleroi), Atelier Théâtre Jean Vilar
- 1995 : Molière, deux diptyques : Dom Juan/Tartuffe et L'École des femmes/Les Femmes savantes, Théâtre Varia
- 1995 : Le Point de vue de Ponce Pilate et La Mort de Judas de Paul Claudel, Nouveau Théâtre de Belgique
- 1995 : Quai Ouest de Bernard-Marie Koltès, Rideau de Bruxelles
- 1996 : La Voix humaine de Jean Cocteau, Nouveau Théâtre de Belgique
- 1996 : Autobiographie de William Cliff, Rideau de Bruxelles
- 1996 : Le Public de Federico Garcia Lorca, Théâtre de Poche
- 1996 : Les Grandes Ombres de Jean-Marie Piemme, Théâtre Varia (lecture/spectacle)
- 1997 : Les Amours de Ragonde de Jean-Joseph Mouret, Printemps baroque du Sablon (opéra), Les Brigittines
- 1997 : Dans la solitude des champs de coton de Bernard-Marie Koltès, Comédie de Béthune
- 1997 : Vie et Mort de Pier Paolo Pasolini de Michel Azama, Théâtre Varia
- 1997 : Lorsque cinq ans seront passés de Federico García Lorca, Théâtre de l'Ancre, Théâtre national de Belgique
- 1997 : L'Ange Couteau de Jean Sigrid, Rideau de Bruxelles
- 1997 : Les Pavillons de Veronika Mabardi, Théâtre national Wallonie-Bruxelles (dans le cadre du festival Premières Rencontres)
- 1998 : Miroirs d'Ostende de Paul Willems, Théâtre de Namur
- 1998 : A, d'Éric Durnez, Eden (Charleroi)
- 1999 : Le Sicilien ou l'Amour peintre de Molière et Lully, Printemps baroque du Sablon
- 1999 : Phèdre de Jean Racine, Les Tanneurs
- 1999 : Conrad Detrez de William Cliff, Rideau de Bruxelles
- 1999 : Œdipe sur la route d'Henry Bauchau adaptation Michèle Fabien, Théâtre de Namur
- 2000 : Le Pain dur de Paul Claudel, Théâtre des Martyrs
- 2000 : Le Chant du dragon de Claire Lejeune, Festival au Carré/Mons
- 2000 : Poussière d'homme de François Clairinval, Bruxelles nous appartient/Bruxelles 2000
- 2001 : Un fil à la patte d'après Georges Feydeau, musique de Jacques Offenbach, Rideau de Bruxelles
- 2001 : Les Géants de la montagne de Luigi Pirandello, création à Mons, Théâtre Le Public
- 2001 : L'Annonce faite à Benoît de Jean Louvet, Centre dramatique hainuyer[6]
- 2003 : Mais n'te promène donc pas toute nue ! et On purge bébé de Georges Feydeau, Théâtre Le Public
- 2003 : Combat de nègre et de chiens de Bernard-Marie Koltès, Atelier Théâtre Jean Vilar
- 2003 : L'Orage de vivre, d’après les carnets intimes de Pascal de Duve, Théâtredu Méridien
- 2003 : Maljoyeuse de Veronika Mabardi, Théâtre de l'Ancre et Théâtre de la Vie
- 2003 : Le Livropathe de Thierry Debroux, Rideau de Bruxelles [7]
- 2004 : Une saison en enfer d'Arthur Rimbaud, musique de Alberto Iglesias, Rideau de Bruxelles
- 2004 : Ma nuit est plus profonde que la tienne de Jean Louvet, Éden (Charleroi)
- 2005 : Sokott d'Éric Durnez, Festival des Francophonies en Limousin (Limoges)
- 2005 :  Le Roi Lune de Thierry Debroux, Théâtre du Méridien
- 2005 : Un pays noyé, d’après Paul Willems, Rideau de Bruxelles
- 2006 : Fond de tiroir d'Emmanuel Gaillard, Théâtre de la Place (cirque/théâtre)
- 2006 : Le Jour de la colère de Thierry Debroux, Théâtre du Méridien
- 2007 : Trop loin de la mer d'après Pier Paolo Pasolini et Mathieu Bertholet, Théâtre de l'Ancre
- 2007 : Nuit avec ombres en couleur de Paul Willems, Théâtre de l'Ancre
- 2007 : L'uomo dall fiore in bocca de Luc Brewaeys d'après Luigi Pirandello et Monsieur Choufleury restera chez lui de Jacques Offenbach (réunis dans la même soirée), La Monnaie[8]
- 2007 : Elseneur de Clément Laloy, Rideau de Bruxelles
- 2008 : Lucrèce Borgia de Victor Hugo, Atelier Théâtre Jean Vilar
- 2008 : Hamlet(s) conception et réalisation d’après Shakespeare et William Cliff, Rideau de Bruxelles/BOZAR
- 2008 : Sur parole, conception et réalisation d’après Olivier Py, Rideau de Bruxelles
- 2009 : Miroirs de Baudelaire d’après Les Fleurs du mal (conception et réalisation), musiques de Benoît Mernier, Charpentier, Capdevielle, Claude Debussy, Duparc Sauguet (théâtre musical) BOZAR/Théâtre Marni
- 2010 : Bête de style de Pier Paolo Pasolini, Rideau de Bruxelles/Atelier 210
- 2010 : Avant la nuit de Reinaldo Arenas, Le Manège.Mons
- 2010 : La Femme rouge de Frédéric Dussenne et Claire Lejeune, Le Manège.Mons
- 2010 : Affabulazione de Pier Paolo Pasolini, Rideau de Bruxelles
- 2011 : Donizetti/Bellini project, Flanders Operastudio Vlaanderen
- 2011 : Soledad Brother d'après George Jackson, Centre Wallonie-Bruxelles (Paris)
- 2011 : Occident de Rémi De Vos, Rideau de Bruxelles/Théâtre Varia
- 2011 : La Bohème adaptée pour les enfants de Giacomo Puccini, Opéra royal de Wallonie
- 2012 : La Cathédrale de brume, de Paul Willems (performance), bois de Colfontaine
- 2012 : Quelqu'un de bien, d'Antoine Hénaut (chanson française), Théâtre du Manège
- 2012 : Sépulture d'après Quatre heures à Chatila de Jean Genet, Théâtre royal de Mons
- 2012 : Le Black, l'Arabe et la Femme blanche d'après l'œuvre de Jean Genet, Rideau de Bruxelles
- 2012 : Combat avec l'ombre d'après Le Boulevard périphérique de Henry Bauchau, Poème2
- 2013 : Ô ministres intègres de Frédéric Dussenne d'après Victor Hugo au Théâtre de la vie
- 2013 : Comme un secret inavoué de Jean Louvet, Rideau de Bruxelles/Atelier 210
- 2013 : Roméo et Juliette, de Shakespeare, avec l'Orchestre philharmonique royal de Liège, musiques de Prokofiev, Tchaïkovsky, Berlioz et Berstein, Festival de Wallonie
- 2013 : Burning, création, Théâtre du Manège
- 2013 : Feu la mère de Madame/Feu la Belgique de Monsieur, de Georges Feydeau et Jean-Marie Piemme, Théâtre royal du Parc
- 2014 : La Compagnie des hommes de  Edward Bond au Théâtre des Martyrs
- 2015 : Crever d'amour d'Axel Cornil, Rideau de Bruxelles
- 2015 : Parlez-moi d'amour création collective au Festival Sortilèges (Ath)
- 2016 : Pétrole (Performance) d'après Pier Paolo Pasolini, L'acteur et l'écrit
- 2016 : Les Femmes Savantes de Molière, Théâtre des Martyrs
- 2016 : Molière de Michel Bellier, Théâtre des Martyrs
- 2017 : Néron de Frédéric Dussenne, d'après Jean Racine, Claudio Monteverdi et Jim Morrison au Théâtre de la Vie
- 2017 : Botala Mindele, de Rémi De Vos, Théâtre de Poche (Bruxelles) et Rideau de Bruxelles
- 2017 : La lettre volée de Denis Bosse (Opéra), au Théâtre de La Balsamine
- 2019 : Charlotte de Michèle Fabien, au Théâtre de la Vie
- 2020 : Patricia, d'après le roman de  Geneviève Damas, à Atelier Théâtre Jean Vilar
- 2020 : Jessie Jess de Frédéric Dussenne et Jean-Francois Massy au Théâtre national Wallonie-Bruxelles (Festival XS)
- 2023 : Là où le soleil se couche d'Axel Cornil, au 125 rue du Trône à Ixelles (chez rockin'Squat asbl)
- 2025 : Assigné à existence de Roland Devresse, au Théâtre Jardin Passion à Namur